# Villalet

Villalet este o comună în departamentul Eure, Franța. În 2013 avea o populație de 88 de locuitori.